# Оччугуй-Ботуобуя
Оччугу́й-Ботуо́буя (Малая Ботуобуя, устар. Оччугуй-Ботуобуйа) — река в России, протекающая по Якутии. Правый приток реки Вилюй, впадающей в Лену. Длина — 342 км, площадь водосборного бассейна — 11 100 км².
Берёт начало на Вилюйско-Ленском водоразделе, протекает в широкой долине. Питание снеговое и дождевое. Среднегодовой расход воды — около 40 м³/с. Ледостав с октября до середины мая.
Используется для промышленного водоснабжения. В бассейне Оччугуй-Ботуобуя — месторождения алмазов.
На реке Оччугуй-Ботуобуя, при впадении реки Ирелях, расположен посёлок Алмазный.